# Milocera dubia
Milocera dubia är en fjärilsart som beskrevs av Louis Beethoven Prout 1917. Milocera dubia ingår i släktet Milocera och familjen mätare. Inga underarter finns listade i Catalogue of Life.